# 이상미 (1983년)
이상미(1983년 3월 26일~)는 대한민국의 가수 겸 방송인이다. 소속된 음악 밴드 〈익스(Ex)〉는 공식 해체됐지만, 개인 활동은 지금까지 하고 있다.

## 데뷔
2005년 MBC 대학가요제에서 첫 데뷔하였다.

## 학력
- 대구동부여자고등학교 졸업
- 경북대학교 문헌정보학과 학사

## 연기 활동

### 드라마
- 2005년 MBC 청춘시트콤 《레인보우 로망스》 ... 이상미 역

### 영화
- 2009년 《에일리언 밴드》 ... 노리카 역

### 공연
- 2012년 《락 오브 에이지》 ... 쉐리 역

## 방송

### 텔레비전
- 2007년: OBS 《쇼도 보고 영화도 보고》
- 2008년: EBS1 《딩동댕 유치원》
- 2009년: OBS 《연예매거진》
- 2010년: KBS2 《2TV 생생정보》
- 2012년: TV조선 《영화 보기 좋은 날》
- 2018년: JTBC 《투유 프로젝트 슈가맨》
- 2019년: EBS1 《별일 없이 산다》
- 2019년: MBC 《복면가왕》
- 2020년: TV조선 《내 사랑 투유》

### 라디오
- 2010년: 경인방송 《러브셰이크》
- 2012년: 경인방송 《다락방》
- 2014년: 경인방송 《music.com》

## 음반
- 2012년 굿모닝 헤븐 - Goodmorning Heaven

## CF
- 2005년 팔도 산타페 카페프레소

## 수상
- 2005년 MBC 대학가요제 대상
- 2005년 MBC 방송연예대상 - 쇼버라이어티 부문 신인상

## 가족 관계
- 배우자 : 미상 (1987년 ~ )
  - 딸 : 이론 (2020년 4월 10일 ~ )